# Ambivere

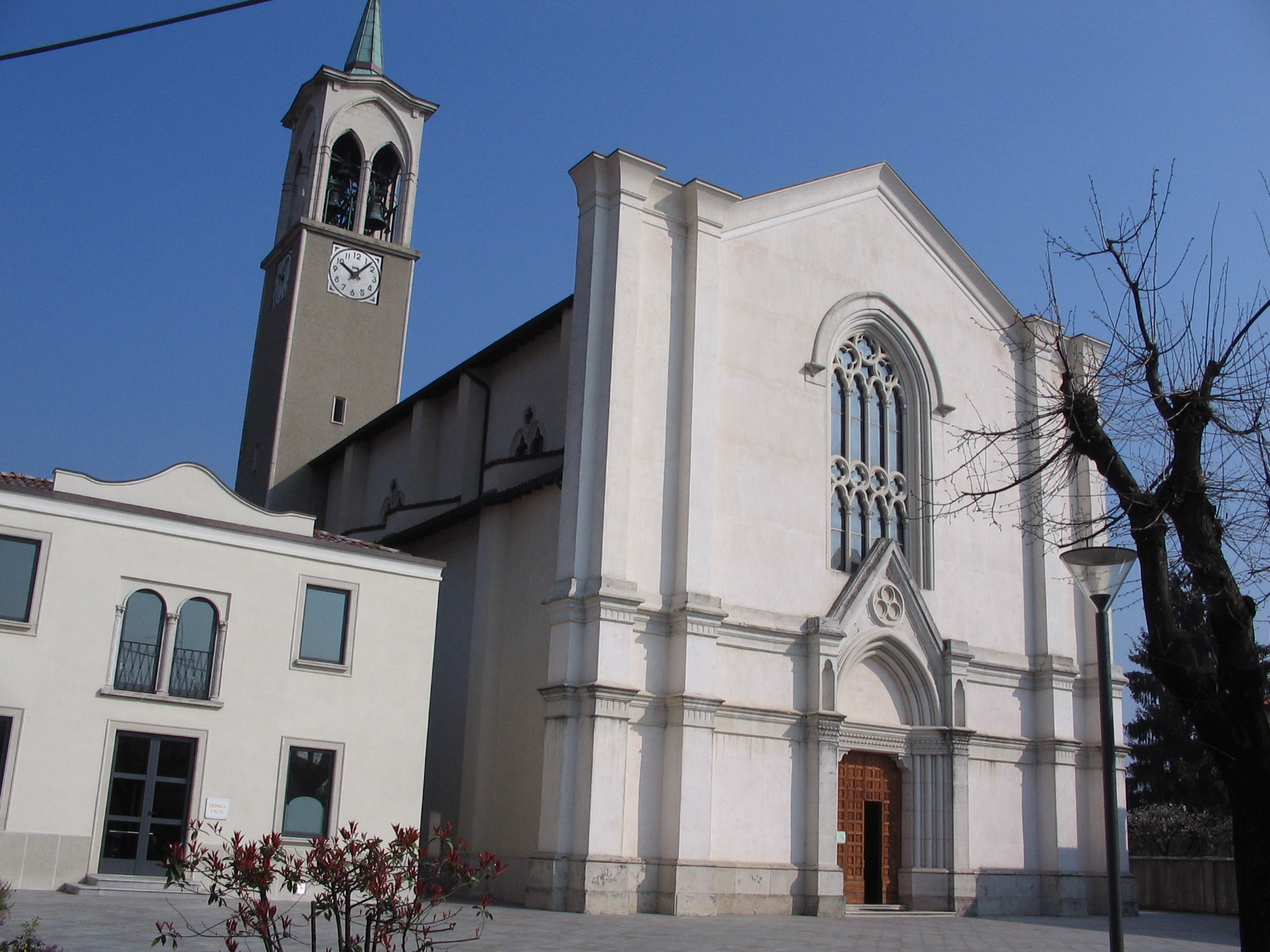
Ambivere

Ambivere – miejscowość i gmina we Włoszech, w regionie Lombardia, w prowincji Bergamo.
Według danych na styczeń 2009 gminę zamieszkiwało 2341 osób przy gęstości zaludnienia 722,5 os./1 km².